# アーヴィン・ウェルシュ

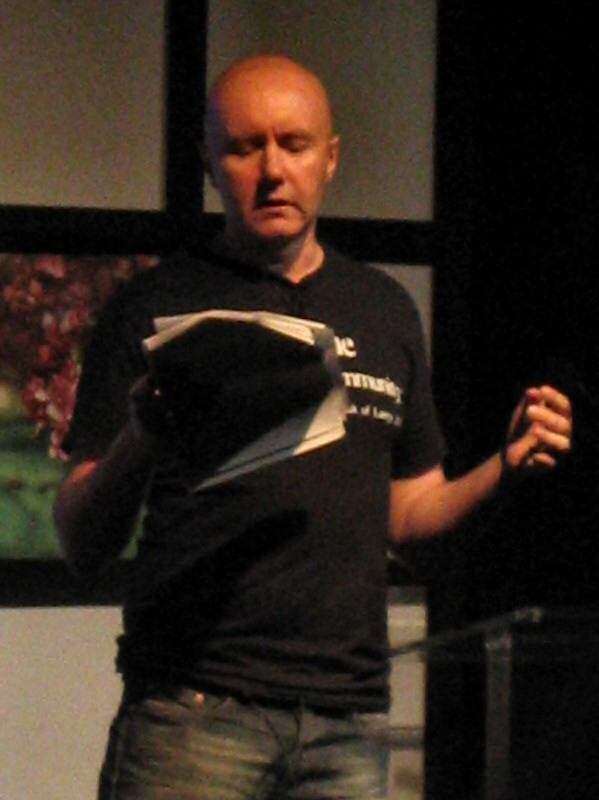
エディンバラ・インターナショナル・ブック・フェスティバルにて、自著を朗読するアーヴィン・ウェルシュ

アーヴィン・ウェルシュ（Irvine Welsh、 1958年 - ）は、スコットランドのエディンバラ出身の小説家。

## 人物
処女作『トレインスポッティング』が1993年に出版されると同時に、ブッカー賞に選出され、英国の有名書店ウォーターストーンによる今世紀を代表する10冊の本に選ばれた。
その後、短編集『アシッドハウス』と第2長編『マラボゥストーク』、短編集『エクスタシー』が刊行され、ケミカル・ジェネレーションの騎手と称される。スコットランドのみならず、イギリスを代表する作家でもある。
2021年に、彼の小説「犯罪」のTV版が、6話のシリーズとして英国で発売された。 これは、アーヴィン・ウェルシュの本から作られた初めてのテレビ版である。

## 日本で翻訳された著作
- トレインスポッティング (1993年)　角川文庫
2015年8月、［新版］として早川書房より再出版された。
- アシッドハウス (1994年)　青山出版社
- マラボゥストーク (1995年) スリーエーネットワーク
- エクスタシー (1996年)　角川書店
- フィルス (1998年)　アーティストハウス
2013年11月、『フィルス』の映画公開に合わせ、パルコ出版社より新訳が出版された。
- スマートカント (2001年) 青山出版社
- ポルノ (2002年) アーティストハウス
2017年3月、『T2 トレインスポッティング』の映画公開に合わせ、早川書房より「T2 トレインスポッティング」と改題された文庫として再出版された。
- グルー (2006年) アーティストハウス
- シークレット・オブ・ベッドルーム (2008年)　エクスナレッジ
- トレインスポッティング0 スキャグボーイズ（2016年）早川書房

## 著作

### 長編小説
- Trainspotting (1993年)
- Marabou Stork Nightmares (1995年)
- Filth (1998年)
- Glue (2001年)
- Porno (2002年)
- The Bedroom Secrets of the Master Chefs (2006年)
- Crime (2008年)
- Skagboys (2012年)

### 短編集
- The Acid House (1994年)
- Ecstasy: Three Tales of Chemical Romance (1996年)
- If You Liked School You'll Love Work (2007年)
- Reheated Cabbage (2009年)

## 映像化された作品
- トレインスポッティング （1996年、監督：ダニー・ボイル）配給/アスミック＝パルコ
- アシッドハウス （1998年、監督：ポール・マクギガン）配給/ギャガ・コミュニケーションズ
- エクスタシー （2011年、監督：ロブ・ヘイドン）日本未公開
- フィルス （2013年、監督：ジョン・S・ベアード）配給/アップリンク＝パルコ
- T2 トレインスポッティング （2017年、監督：ダニー・ボイル）配給/ソニー・ピクチャーズエンタテインメント